# The Last Olympian
The Last Olimpian (Brasil: O Último Olimpiano  ou Percy Jackson e o Último Olimpiano (título em Portugal))É o quinto e último livro da série Percy Jackson e os Olimpianos  é sequência direta de A Batalha do Labirinto. de fantasia e aventura baseado na mitologia grega de Rick Riordan, publicado em 5 de maio de 2009.
Após o lançamento, o livro recebeu críticas altamente positivas de vários críticos. Foi também o best-seller número 1 do USA Today, do Wall Street Journal e do Los Angeles Times.
O livro foi lançado no Brasil em Agosto de 2010, pela Editora Intrínseca, junto de The Demigod Files (No Brasil, Os Arquivos do Semideus).

## Sinopse
Os meios-sangues e semideuses passaram todo o ano preparando-se para a batalha contra os Titãs, e sabem que as chances de vitória são pequenas. O exército de Cronos está mais poderoso que nunca, e cada novo deus ou meio-sangue que se une à causa confere mais força ao vingativo titã. Enquanto os Olimpianos se ocupam de conter a fúria do monstro Tifão, Cronos avança em direção à cidade de Nova York, onde o Monte Olimpo está precariamente vigiado. Agora, apenas Percy Jackson e seu exército de heróis podem deter o Senhor do Tempo.
Nesse livro que traz o aguardado desfecho da série Percy Jackson e os Olimpianos, o combate que pode acarretar o fim da civilização ocidental ganha as ruas de Manhattan, e Percy tem a terrível sensação de que sua luta, na verdade, é contra o próprio destino. É nesse momento que a sinistra profecia acerca do décimo sexto aniversário do herói se revela, e ele, enfim, encontra seu verdadeiro caminho.

## Enredo
Percy e Luke mergulham no rio Estige e são atingidos pela "Maldição de Aquiles".
Percy Jackson e seus amigos lutam em uma guerra assemelhando-se a guerra inicial entre os deuses gregos e os Titãs e em uma batalha final com o poderoso Titã, Cronos. Essa guerra também relembra a uma das historias de Homero, a guerra de Troia (é um dos comentários de Prometeu na pagina 222 em o Último Olimpiano). Eles finalmente derrotam Cronos e o Olimpo é salvo.
A Grande Profecia se aplica a Luke, e sua grande escolha foi passar do lado do mal para o do bem, matando-se. Percy entrega a faca de Annabeth para Luke, que se mata atingido seu "calcanhar de Aquiles". A 'lâmina maldita' da profecia era a faca que Luke deu para Annabeth.
Os deuses privilegiam Percy, Grover, Annabeth e Tyson com um desejo cada. Tyson torna-se General do exército de Ciclopes, e a arma que eles concedem a pedido dele é um bastão. Grover recebe um lugar no Conselho de Anciãos de Casco Fendido e se torna o novo Senhor do Mundo Selvagem. Annabeth vira Arquiteta oficial do Olimpo e começa a reconstruir a Olimpo. Vendo todos os danos causados, Percy faz os deuses prometerem pelo rio Estige que eles vão reconhecer todas as suas crianças quando fizerem 13 anos. Ele também pede para construirem chalés para os deuses menores, como Hécate e Morfeu e um para os filhos de Hades. Ele larga a imortalidade por este desejo.
Rachel Elizabeth Dare se torna o novo Oráculo. Percy e Annabeth se tornam um casal e depois do seu segundo beijo (o primeiro foi no livro A Batalha do Labirinto), Clarisse e todos os seus outros amigos sobreviventes jogam eles no lago, onde eles compartilham um romântico beijo debaixo d’água.

## Profecia
"Um meio-sangue, dos deuses antigos filho,
Chegará aos dezesseis apesar de empecilhos
Num sono sem fim o mundo estará
E a alma do herói, a lâmina maldita ceifará
Uma escolha seus dias vai encerrar
O Olimpo preservar ou arrasar."

## Capa
A capa mostra Percy Jackson montado em Blackjack e com a sua espada em mãos, Contracorrente (Anaklusmos), com o Empire State Building ao fundo.

## Capítulos
| Cap. | Estados Unidos                  | Brasil                                          | Portugal                                      |
| ---- | ------------------------------- | ----------------------------------------------- | --------------------------------------------- |
| 1    | I go cruising with explosives   | Embarco em um cruzeiro explosivo                | Um cruzeiro com explosivos                    |
| 2    | I meet some fishy relatives     | Encontro alguns parentes peixes                 | Conheço familiares marinhos                   |
| 3    | I get a sneak peek at my death  | Dou uma espiada na minha morte                  | Um vislumbre da minha morte                   |
| 4    | We burn a metal shroud          | Queimamos uma mortalha de metal                 | Queimamos um sudário de metal                 |
| 5    | I drive my dog into a tree      | Enfio minha cadela em uma árvore                | Bato com o meu mastim numa árvore             |
| 6    | My cookies get scorched         | Meus biscoitos queimam                          | As minhas bolachas ficam queimadas            |
| 7    | My math teacher gives me a lift | Minha professora de matemática me dá uma carona | A minha professora de matemática dá-me boleia |
| 8    | I take the worst bath ever      | Tomo o pior banho da minha vida                 | Tomo o pior banho de sempre                   |
| 9    | Two snakes save my life         | Duas cobras salvam a minha vida                 | Duas cobras salvam-me a vida                  |
| 10   | I buy some new friends          | Compro alguns novos amigos                      | Compro amigos novos                           |
| 11   | We break a bridge               | Derrubamos uma ponte                            | Destruímos uma ponte                          |
| 12   | Rachel makes a bad deal         | Rachel fecha um péssimo acordo                  | Rachel faz um mau acordo                      |
| 13   | A Titan brings me a present     | Um titã me traz um presente                     | Um titã traz-me um presente                   |
| 14   | Pigs fly                        | Porcos voam                                     | Os porcos voam                                |
| 15   | Chiron throws a party           | Quíron dá uma festa                             | Quíron faz uma festa                          |
| 16   | We get help from a thief        | Recebemos ajuda de um ladrão                    | Recebemos ajuda de um ladrão                  |
| 17   | I sit on the hot seat           | Sento-me na cadeira quente                      | Sento-me num lugar importante                 |
| 18   | My parents go commando          | Minha família entra na luta                     | Os meus pais armam-se em comandos             |
| 19   | We trash the Eternal City       | Destruímos a cidade eterna                      | Destruímos a cidade eterna                    |
| 20   | We win fabulous prizes          | Recebemos recompensas fabulosas                 | Ganhamos prémios fabulosos                    |
| 21   | Blackjack gets jacked           | Blackjack é sequestrado                         | Blackjack é roubado                           |
| 22   | I am dumped                     | Sou despejado                                   | Sou largado                                   |
| 23   | We say good-bye, sort of        | Dizemos adeus, ou quase isso                    | Dizemos adeus... Mais ou menos                |